# Service fédéral de renseignement
Pour les articles homonymes, voir BND (homonymie).
Le Service fédéral de renseignement, en allemand : Bundesnachrichtendienst (BND), est le service de renseignement extérieur du gouvernement fédéral allemand, placé sous la tutelle de la Chancellerie. C'est l'un des trois services de renseignement au niveau fédéral, avec l'Office fédéral de protection de la constitution (Bundesamt für Verfassungsschutz, BfV) et le Service de contre-intelligence militaire (Amt für den Militärischen Abschirmdienst, MAD).
Le BND a pour mission d’acquérir des connaissances sur les pays étrangers, qui revêtent une importance pour la sécurité de la république fédérale d’Allemagne et de les évaluer. Le Service fédéral de renseignement peut traiter toutes les informations nécessaires, y compris des données à caractère personnel. Il peut également utiliser les pouvoirs prévus aux articles 8 (2) et 9 de la loi fédérale sur la protection constitutionnelle. Ses conclusions sont destinées au gouvernement fédéral, à la Bundeswehr et aux membres du Bundestag (MdB).

## Siège

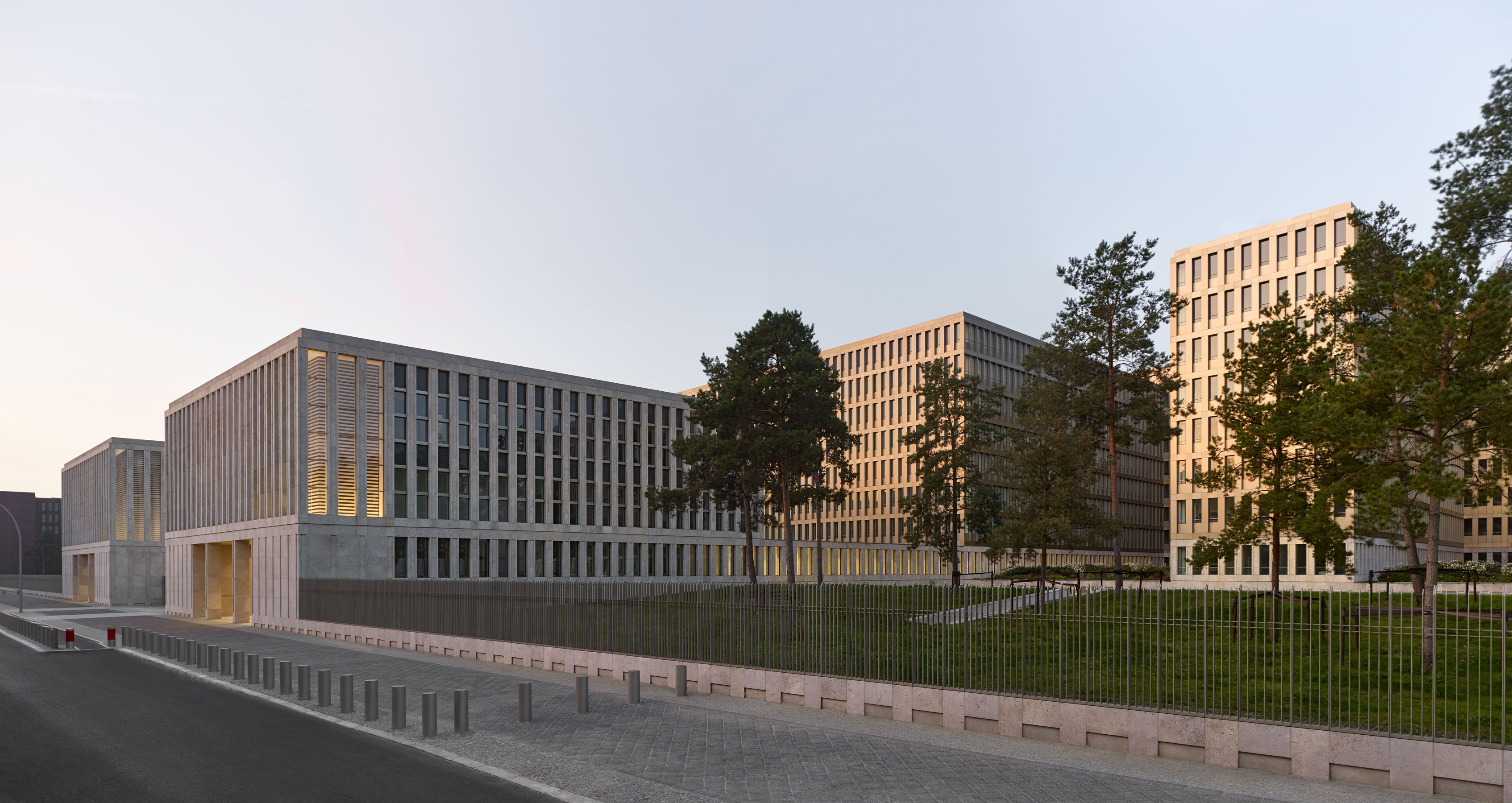
Le quartier général à Berlin.

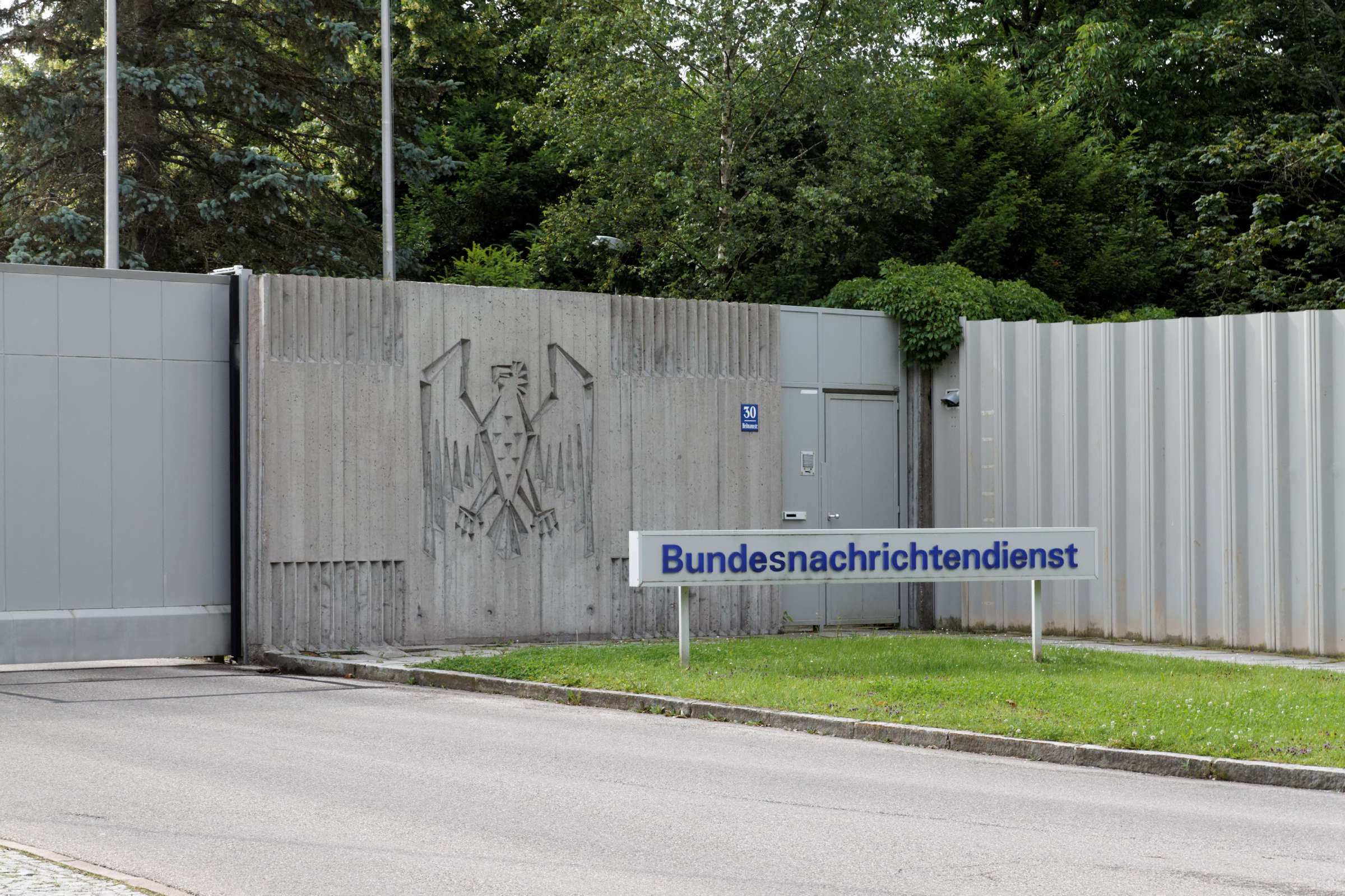
Entrée du siège à Pullach.

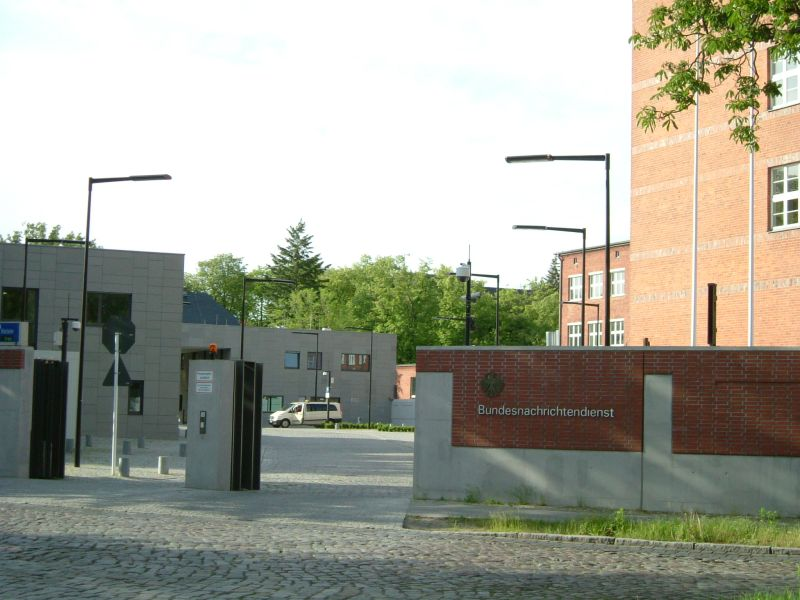
Entrée du bâtiment du BND à Berlin-Lichterfelde.

Le nouveau quartier général du BND est situé sur la Chausseestraße à Berlin-Mitte, un grand complexe sur le site de l'ancien stade du Weltjugend, depuis l'inauguration au 8 février 2018. Actuellement, il y emploie environ 3 200 employés, y compris la direction. Au côté sud, le centre commun de formation du BND et de l'Office fédéral de protection de la constitution jouxte les bâtiments.
Les 1 020 collaborateurs des départements technique et télécommunications sont dans l'ancien quartier général à Pullach im Isartal. Un troisième site est dans une ancienne caserne à Berlin-Lichterfelde, près du jardin botanique. Enfin, le 6 juin 2014, dans le cadre d'une « offensive de la transparence » à la suite des révélations d'Edward Snowden, le BND a révélé un total de six bureaux secondaires (Bad Aibling, Gablingen, Stockdorf et Söcking (Starnberg) en Bavière, Rheinhausen en Bade-Wurtemberg, et Schöningen en Basse-Saxe). Il existe, en outre, de nombreux sites camouflés sur le territoire allemand.
Les effectifs globaux du BND seraient voisins de 6 500 fonctionnaires (4 200 hommes et 2 300 femmes), dont 750 militaires de la Bundeswehr.

## Histoire
L’origine du BND est l’Organisation Gehlen du nom de son fondateur Reinhard Gehlen (1902–1979), ancien major général de la Wehrmacht et chef du service de renseignement de l'État-major chargé de la reconnaissance des armées étrangères de l’Est (Fremde Heere Ost, FHO) pendant la Seconde Guerre mondiale. Au début de l'année 1945, Gehlen et ses collaborateurs avaient réussi à délocaliser les archives du FHO à l'abri des regards en Bavière. À la fin de la guerre, il s'est présenté de lui-même aux forces armées de la Zone d'occupation américaine. Après avoir été interrogé par les responsables du camp de prisonniers de guerre, la puissance occupante a reconnu l’importance de ses connaissances relatives à l’Union soviétique tandis que la guerre froide se dessinait à l'horizon. 
En juin 1946, les autorités américaines ont créé l’Organisation Gehlen en recrutant un grand nombre d'anciens agents de renseignement allemands, de nombreux officiers de l'Abwehr, mais également membres de la SS, du SD et de la Gestapo. Après la Seconde Guerre mondiale, explique l'historienne Ulrike Becker, des anciens nazis sont protégés par le BND et le gouvernement ouest-allemand, ces derniers servant à représenter des entreprises allemandes en Amérique du Sud et au Moyen-Orient. Parmi eux se trouvaient Klaus Barbie, l'ancien chef de la Gestapo à Lyon, et Alois Brunner, un collaborateur proche d'Adolf Eichmann, ainsi que le fonctionnaire Franz Rademacher, l'ancien chef du Judenreferat au ministère des Affaires étrangères, Walter Rauff, un proche de Reinhard Heydrich chargé de créer des camions à gaz, et Franz Six, ancien commandeur au sein de l’Einsatzgruppe B. Déjà à cette époque, le KGB était parvenu à faire entrer un agent double avec l'ancien Obersturmführer SS Heinz Felfe.
L’anticommunisme d’État de la RFA a impliqué un grand laxisme vis-à-vis des ex-nazis et des néonazis. Les services de renseignement consacraient l'essentiel de leurs activités à surveiller la gauche et à traquer les membres de la Fraction armée rouge.
Depuis le 6 décembre 1947, le nouveau service de renseignement était basé à Pullach au sud de Munich sur le site d'un ancien lotissement construit à l'initiative de Martin Bormann, Reichsleiter du parti nazi et secrétaire personnel de Rudolf Hess, entre 1936 et 1938 (surnommé Camp Nikolaus). L’Organisation Gehlen est resté un organisme de l'United States Army jusqu'au 1er juillet 1949, date à laquelle il fut repris par la Central Intelligence Agency. En même temps, c'était au sein de la chancellerie fédérale, notamment de l'entourage du secrétaire d'État Hans Globke, qu'a mûri le plan qui allait donner naissance au service de renseignement allemand. Le BND a été créé le 1er avril 1956 durant la Guerre froide comme l'organisme de renseignement de l'Allemagne de l'Ouest, il eut comme principal adversaire les services soviétiques et d'Allemagne de l'Est. Reinhard Gehlen en fut le directeur de sa création à 1968. Ce service sera au premier rang de la guerre secrète en Europe durant cette période.
En 2018, le Service fédéral de renseignement est accusé d'avoir espionné des ministères, des organisations internationales et des entreprises situées en Autriche. Cette révélation est suivie d'une demande d'explication à l'Allemagne de la part du président autrichien Alexander Van der Bellen lors d'une conférence de presse commune avec le chancelier Sebastian Kurz,.

## Organisation

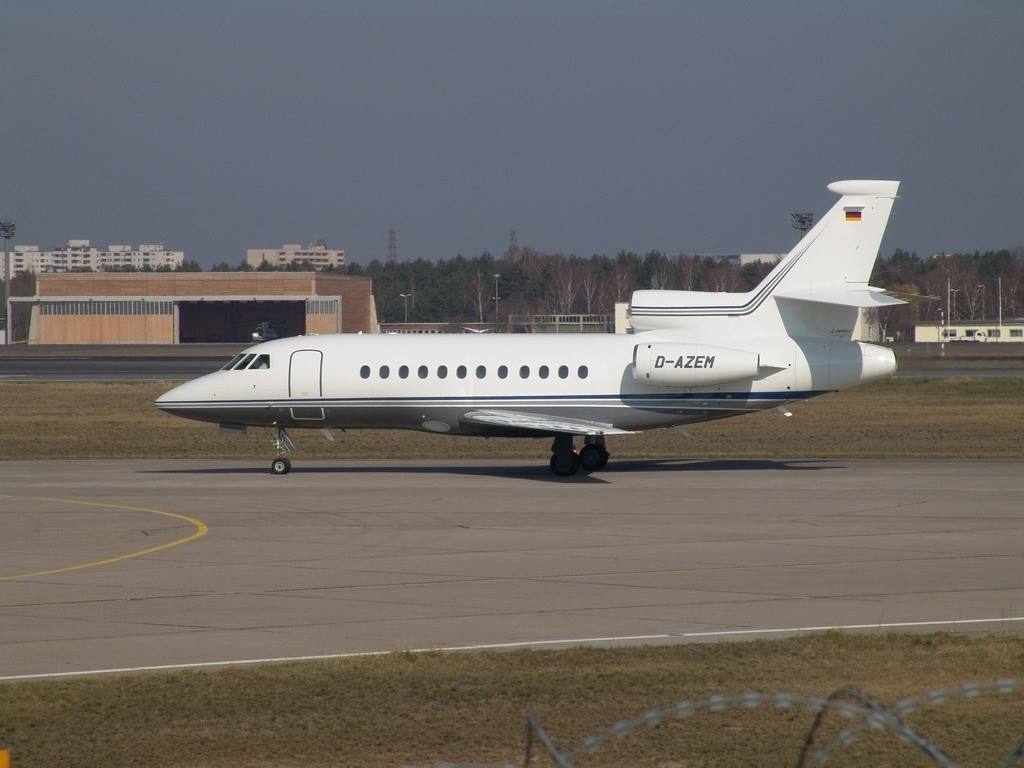
Un Dassault Falcon du département immatriculé D-AZEM

En 2017, le volume du budget est estimé à 832,8 millions d'euros et en 2018 à 925,4 millions d'euros.
Il est composé de 13 sections :
1. Gesamtlage/Führungs- und Informationszentrum (coordination)
2. Unterstützende Fachdienste (analyses géographiques et renseignement de sources ouvertes, OSINT)
3. Einsatzgebiete/Auslandsbeziehungen (relations extérieures)
4. Technische Aufklärung (renseignement électronique, SIGINT)
5. Regionale Auswertung und Beschaffung A (analyse et approvisionnement d'informations, région A, HUMINT)
6. Regionale Auswertung und Beschaffung B (analyse et approvisionnement d'informations, région B, HUMINT)
7. Internationaler Terrorismus und Internationale Organisierte Kriminalität (terrorisme et crime organisé internationaux)
8. Proliferation, ABC-Waffen, Wehrtechnik (prolifération, armes NBC, techniques de l'armement)
9. Eigensicherung (sécurité propre)
10. Technische Unterstützung (application téléinformatique, chimie physique)
11. Technische Entwicklung (développement technique)
12. Zentralabteilung (ressources humaines)
13. Gesamtumzug (déménagement)

## Sociologie et relation avec le pouvoir
L'Allemagne, qui a dû à la fois expier les crimes perpétrés par le renseignement nazi mais aussi ceux de la Stasi est-allemande après la réunification, a un rapport particulièrement compliqué avec ses services de renseignement. Ils sont donc en général soigneusement tenus à distance par le pouvoir.
En Allemagne, à la différence de la France et du Royaume-Uni, l'espionnage est un métier de juristes, souvent d'ailleurs originaires de Hambourg.

## Opérations connues
- La station de Bad Aibling est une station de communication et de renseignement exploitée en Bavière.
- Deux stations de renseignement électronique de la CIA furent construites dans le Xinjiang en Chine au début des années 1980. Elles surveillaient alors les activités soviétiques en collaboration avec les services de renseignements chinois. Le Service fédéral de renseignement allemand participa également à sa gestion : sous le nom d'opération Lanze (opération Lance), aussi surnommée opération Pamir, le BND contribua au financement à hauteur de 46 millions de Deutsche Mark. Les États-Unis arrêtent leur participation après la chute du pouvoir communiste afghan de Mohammed Nadjibullah en 1992, en protestation contre la répression des manifestations de la place Tian'anmen, mais la coopération sino-allemande continua au moins jusqu'en 2001[7].
- L'affaire Curveball, qui se révéla être une mystification en 2004[8],[9].
- Opération Rubicon : des gouvernements du monde entier s'en sont remis à l'entreprise suisse Crypto AG pour assurer la confidentialité des communications de leurs espions, soldats et diplomates. Propriété de la CIA et des renseignements ouest-allemands, l'entreprise a permis à ces deux services de déchiffrer les messages codés de dizaines de pays (plus de 120) entre les années 1960 et 2010[10].

## Espionnage des entreprises de défense européennes
En avril 2015, le journal Süddeutsche Zeitung dévoile que la BND a espionné des entreprises de défense européennes en fournissant les informations obtenues à l'agence de renseignement américaine National Security Agency (NSA). L'affaire déclenche une intense polémique politique en Allemagne. Le vice-chancelier et ministre fédéral de l'Économie Sigmar Gabriel désignant les faits comme « scandaleux ». Le BND aurait menti à la Chancellerie fédérale au sujet de sa collaboration avec les Américains. L'opposition exige la démission du chef du BND Gerhard Schindler. Selon Der Spiegel, la BND aurait également menti à la commission parlementaire. Parmi les entreprises concernées se trouvent EADS et Eurocopter. Les critiques se poursuivent les jours suivants : le chef du groupe parlementaire SPD Thomas Oppermann s'estimant « choqué par l'ampleur de la désinformation » et le leader du Parti de gauche Bernd Riexinger reprochant au BND d'avoir été durant des années « une sorte de branche des services secrets américains ».

## Présidents
- 1956 - 1968 : Reinhard Gehlen
- 1968 - 1978 : Gerhard Wessel
- 1979 - 1983 : Klaus Kinkel
- 1983 - 1985 : Eberhard Blum
- Août 1985 : Heribert Hellenbroich
- 1985 - 1990 : Hans-Georg Wieck
- 1990 - 1996 : Konrad Porzner
- 1996 - 1998 : Hansjörg Geiger
- 1998 - 2005 : August Hanning (de)
- 2005 - 2011 : Ernst Uhrlau
- 2011 - 2016 : Gerhard Schindler (en)
- Depuis 2016 : Bruno Kahl (en)

## Article annexe
- Abteilung III b
- Abwehr